# 石田英敬
石田 英敬（いしだ ひでたか、1953年 - ）は、日本のフランス文学者、メディア情報学者。東京大学名誉教授。記号論・メディア論専攻。フランスの思想家、ミシェル・フーコーの研究者として知られている。

## 経歴
千葉県生まれ。1972年甲陽学院中学校・高等学校卒業、東京大学入学、同大学文学部卒業。1975年パリ第4大学留学、1976年パリ第3大学留学、1983年パリ第10大学大学院修士課程修了、1985年東京大学大学院人文科学研究科修士課程修了、同博士課程退学、1989年パリ第10大学大学院博士課程修了（人文科学博士）。
同志社大学専任講師、助教授を経て、東京大学教養学部助教授。1996年同大学大学院総合文化研究科教授。2000年より同大学大学院情報学環・学際情報学府教授。2009年より2012年まで同大学院情報学環長・学際情報学府長、2012年より2015年まで同附属図書館副館長・新図書館計画推進室長、2012年より同大学院総合文化研究科教授・同大学院情報学環教授（兼担）。2019年定年退任、名誉教授。
パリ大学客員教授、リヨン大学客員研究員、仏国際哲学コレージュ・プログラムディレクターなど歴任。

## 著書

### 単著
- 『記号の知／メディアの知－日常生活批判のためのレッスン』（東京大学出版会、2003）
  - 『記号論講義』（ちくま学芸文庫、2020.7）上記に加筆修正。
- 『現代思想の地平』（放送大学教育振興会、2005）
  - 『現代思想の教科書－世界を考える知の地平15章』（ちくま学芸文庫、2010）上記放送大学教材に加筆修正。
- 『自分と未来のつくり方－情報産業社会を生きる』（岩波ジュニア新書、2010)

- 『大人のためのメディア論講義』（ちくま新書、2016）

### 共著
- 『新記号論-脳とメディアが出会う時』(ゲンロン叢書2019) 石田英敬、東浩紀

### 編著
- 『「日の丸・君が代」を超えて』（鵜飼哲、坂元ひろ子、西谷修共編）（岩波ブックレット、1999）
- 『シリーズ言語態 言語態の問い』（山中桂一共編）（東京大学出版会、2001）
- 『シリーズ言語態 社会の言語態』（小森陽一共編）（東京大学出版会、2002）
- 『表象文化研究－芸術表象の文化学』（渡辺保、小林康夫共著） (放送大学教育振興会、2006) 放送大学大学院教材
- 『アルジャジーラとメディアの壁』（中山智香子、西谷修、港千尋共著）（岩波書店、2006）
- 『知のデジタル・シフト－誰が知を支配するのか?』（弘文堂、2006）
- 『デジタル・スタディーズ1 メディア哲学』（吉見俊哉、マイク・フェザーストーン共編）（東京大学出版会、2015）
- 『デジタル・スタディーズ2 メディア表象』（吉見俊哉、マイク・フェザーストーン共編）（東京大学出版会、2015）
- 『デジタル・スタディーズ3 メディア都市』（吉見俊哉、マイク・フェザーストーン共編）（東京大学出版会、2015）

### 翻訳
- 『ミシェル・フーコー思考集成』I ~ X巻 責任編集・共訳（筑摩書房、2000－02）
- 『フーコー・コレクション』1~6 責任編集・共訳（筑摩書房、2006）
- 『フーコー・ガイドブック』責任編集・共訳（筑摩書房、2006）
- 『ミシェル・フーコー講義集成 6 社会は防衛しなくてはならない』共訳（筑摩書房、2007）
- ジャック・デリダ『精神分析の抵抗－フロイト、ラカン、フーコー』鵜飼哲、守中高明共訳（青土社、2007）
- ベルナール・スティグレール『技術と時間 1 エピメテウスの過失』（西兼志訳) 監修 （法政大学出版局、2009）
- ベルナール・スティグレール『技術と時間 2 方向喪失』（西兼志訳）監修（法政大学出版局、2010）
- ベルナール・スティグレール『技術と時間 3 映画の時間と<難-存在>の問題』（西兼志訳）監修（法政大学出版局、2013）

## 出演

### ネット番組
- ポリタスTV（YouTube、2020年10月15日）